# George S. Madi
George Shyben Madi (* 1942 oder 1943; † 4. August 2020 in Beirut) war ein libanesisch-gambischer  Unternehmer, die gambische Presse betitelte ihn als "Top Gambian business tycoon". Madi starb 2020 bei der Explosionskatastrophe im Hafen von Beirut.

## Leben
George S. Madi, war der Vorsitzende und Geschäftsführer des Unternehmens Shyben A. Madi & Sons Ltd. (SAM). Dieses Unternehmen, der libanesisch-stämmigen Familie Madi, spielt eine Schlüsselrolle in Gambias Wirtschaft, indem es regelmäßig Grundbedarfsgüter liefert sowie japanische Autos der Marken Nissan, Suzuki und Yamaha importiert. Früher trug Shyben A Madi & Sons auch einen Beitrag zum Gesundheitssektor und zum Ringkampf bei. Die Familie Madi ist schon seit 1890 in Gambia tätig und pflegte die gambisch-libanesischen Beziehungen.
Zusätzlich war Madi seit 1988 als Honorarkonsul für Japan tätig. Auch war er von 2001 bis 2009 als Vorstandsmitglied bei der Standard Chartered Bank (SCB) tätig.
Madi war bei der Explosionskatastrophe im Hafen von Beirut 2020 unter den Opfern.

## Auszeichnungen, Ehrungen und Mitgliedschaften
- Mitglied des Rotary Club, seit 1981[6]
- 2009:  In Anerkennung seiner Bemühungen um die Verbesserung der Beziehungen zwischen Gambia und Japan, wurde er von der japanischen Regierung, mit den mittleren Orden der Aufgehenden Sonne am Band (The Order of the Rising Sun, Gold Rays with Neck Ribbon, Kommandeur) ausgezeichnet.[2][4][9][6][10]
- 2010: Auszeichnung für seine Verdienste als Vorstandsmitglied bei der SCB[8]